# Liste der Kulturdenkmäler in Röhl
In der Liste der Kulturdenkmäler in Röhl sind alle Kulturdenkmäler der rheinland-pfälzischen Ortsgemeinde Röhl aufgeführt. Grundlage ist die Denkmalliste des Landes Rheinland-Pfalz (Stand: 27. Juni 2022).

## Einzeldenkmäler
| Bezeichnung                              | Lage                                   | Baujahr                              | Beschreibung | Bild |
| ---------------------------------------- | -------------------------------------- | ------------------------------------ | --- | ---- |
| Portal                                   | Brunnenstraße, an Nr. 1 Lage           | 1747                                 | Oberlichtportal, aufwändiges Rokokoportal, bezeichnet 1747 | BW   |
| Hofanlage                                | Brunnenstraße 8 Lage                   | 1773                                 | Hofanlage; Quereinhaus, bezeichnet 1773, Stall bezeichnet 1702, Holzschuppen jünger | BW   |
| Hofanlage                                | Hauptstraße 19 Lage                    | 1792                                 | Streckhof, bezeichnet 1792, Scheune und Stall jünger | BW   |
| Wohnhaus                                 | Hauptstraße 37 Lage                    | um 1800                              | Flurküchenhaus, wohl gegen 1800 | BW   |
| Quereinhaus                              | Hüttinger Straße 1 Lage                | vor 1700                             | Quereinhaus mit Flurküche, vor 1700, 1800 und 1920 verändert; ortsbildprägend | BW   |
| Hofanlage                                | Hüttinger Straße 15 Lage               | 1837                                 | Hofanlage; Wohnhaus, bezeichnet 1837; straßenbildprägend | BW   |
| Hofanlage                                | Hüttinger Straße, zu Nr. 20 Lage       | um 1700                              | Einhaus; Wohnteil wohl um 1700, Scheune und Stall 1807 erweitert | BW   |
| Hofanlage                                | Hüttinger Straße 21 Lage               | 1714                                 | ehemaliges Flurküchenhaus, bezeichnet 1714, am jüngeren Stallanbau barocke Spolie | BW   |
| Katholische Filialkirche St. Martin      | Kirchstraße 6 Lage                     | 1813                                 | Saalbau, Fassade und Teile der Langseiten, bezeichnet 1813, 1951 verlängert, 1973 erweitert; zugehörig der alte Teil des Kirchhofs, dort: Stele für die Opfer des Ersten Weltkriegs 1914/18                                       | BW   |
| Hofanlage                                | Krahnenstraße 3 Lage                   | drittes Drittel des 18. Jahrhunderts | Winkelhof; Wohnhaus mit Kniestock, drittes Drittel des 18. Jahrhunderts, Erweiterung in der zweiten Hälfte des 19. Jahrhunderts, Scheuntrakt mit Stall eventuell älter                                                            | BW   |
| Hofanlage                                | Nagelstraße 8 Lage                     | um 1860                              | U-förmige Hofanlage; Wohnhaus, um 1860, Erweiterung und Scheune gegen Ende des 19. Jahrhunderts, Stallungen jünger | BW   |
| Friedhofskreuz                           | Ringstraße, auf dem Friedhof Lage      | 1705                                 | barockes Schaftkreuz, bezeichnet 1705, Abschlusskreuz bezeichnet 1688 | BW   |
| Schneiderskreuz                          | Sülmer Straße Lage                     | 1751                                 | Schaftkreuz, 1751 | BW   |
| Wegekreuz                                | nördlich des Ortes Lage                | 1855                                 | hohes Schaftkreuz, bezeichnet 1855 | BW   |
| Wegekreuz                                | nördlich des Ortes am Münchesberg Lage | um 1817                              | Gedenkkreuz auf hohem Sockel, um 1817 | BW   |
| Nordportal des Philippsheimer Tunnels    | nordöstlich des Ortes Lage             | um 1870                              | Nordportal des Philippsheimer Tunnels, um 1870; bei Streckenkilometer 140; Teil der bis 1871 von der Rheinischen Eisenbahn-Gesellschaft erbauten Eifelbahn                                                                        | BW   |
| Hof Pfalzkyll                            | nordöstlich des Ortes im Kylltall Lage | 18. Jahrhundert                      | ehemaliges Hofgut der Abtei Himmerod; neubarocke Torzufahrt, Wohnhaus, 18. Jahrhundert und um 1900, Ökonomie, bezeichnet 1854, neue Ökonomie mit Dachreiter, Scheune nach 1900; Kapelle St. Josef, Rotsandsteinquaderbau, 1920/21 | BW   |
| Südportal des Philippsheimer Tunnels     | östlich des Ortes Lage                 | um 1870                              | Südportal des Philippsheimer Tunnels, um 1870; bei Streckenkilometer 140; Teil der bis 1871 von der Rheinischen Eisenbahn-Gesellschaft erbauten Eifelbahn                                                                         | BW   |
| Nordportal des Friedrich-Wilhelm-Tunnels | östlich des Ortes Lage                 | um 1870                              | Nordportal des Friedrich-Wilhelm-Tunnels, um 1870; bei Streckenkilometer 141; Teil der bis 1871 von der Rheinischen Eisenbahn-Gesellschaft erbauten Eifelbahn                                                                     | BW   |
| Südportal des Friedrich-Wilhelm-Tunnels  | östlich des Ortes Lage                 | um 1870                              | Südportal des Friedrich-Wilhelm-Tunnels, um 1870; bei Streckenkilometer 141; Teil der bis 1871 von der Rheinischen Eisenbahn-Gesellschaft erbauten Eifelbahn                                                                      | BW   |
| Wegekreuz                                | östlich des Ortes im Wald Lage         | 1778                                 | Gedenkkreuz mit Rokokokartusche, bezeichnet 1778 | BW   |